# Estación de Boliqueime
La Estación Ferroviária de Boliqueime, también conocida como Estación de Boliqueime, es una plataforma ferroviaria de la Línea del Algarve, que sirve a parroquias de Boliqueime, en el Distrito de Faro, en Portugal.

## Características

### Localización y accesos
Esta plataforma tiene acceso por la Avenida de la Estación Ferroviaria, junto a la localidad de Boliqueime.

### Servicios y características físicas
En febrero de 2012, la estación era utilizada por servicios de tipo Regional, gestionados por la operadora ferroviaria Comboios de Portugal.
Tenía, en enero de 2011, dos líneas de circulación, ambas con 414 metros de longitud; cada una de las dos plataformas contaba con 45 centímetros de altura, teniendo la primera 186 metros de longitud, y la segunda, 79 metros.

## Historia
La estación de Boliqueime fue parte del proyecto del tramo entre Casével y Faro del Ferrocarril del Sur; en 1866, los trabajos de movimiento de tierras para la futura instalación de la vía entre Faro y Boliqueime ya se encontraban casi terminadas, y el edificio de esta estación ya estaba construido, pero la construcción de vía en este tramo solo se inició en finales de 1875, habiéndose concluido a finales del año siguiente. La conexión entre Amoreiras-Odemira y Faro fue inaugurada el 1 de julio de 1889.
En 1933, fueron realizadas, en esta estación, obras de reparación y mejora.
En agosto de 2008, un ciudadano de nacionalidad alemana fue tiroteado durante un intento de asalto, cuando este se encontraba saliendo del comboi en esta estación.